# Anulidentalium
Anulidentalium is een geslacht van weekdieren uit de klasse van de Scaphopoda (tandschelpen).

## Soort
- Anulidentalium bambusa Chistikov, 1975